# 班德拉紀念碑 (特諾皮爾)
斯特潘·班德拉纪念碑（羅馬化：Pamiatnyk Stepanovi Banderi）位於烏克蘭西部捷尔诺波尔的舍甫琴科公園内，庫舒尼卡街上的州行政大樓的正對面。于2008年12月26日斯捷潘·班德拉（1909年1月1日生）诞辰100周年之际開幕。
花岗岩底座高2.5米，青铜人像高4米，總高6.5米。